# حسن المدهون
حسن عطية حسن المدهون (6 ديسمبر 1973 - 1 نوفمبر 2005) هو قائدٌ فلسطيني، حيثُ يُعد من أبرز قيادات المقاومة الفلسطينية في غزة، وكان قائدًا لأحد الأجنحة العسكرية لحركة فتح. اغتالته إسرائيل عام 2005.

## حياته
وُلد حسن في 6 ديسمبر 1973 لعائلةٍ يعودُ أصلها إلى مدينة المجدل التي احتلتها إسرائيل عام 1948. تلقى تعليمه الأساسي في مدرسة ذكور جباليا الابتدائية، ومن ثم أكمل تعليمه الإعدادي في مدرسة ذكور جباليا الإعدادية، أما المرحلة الثانوية فكانت بين مدرسة الزراعة في بيت حانون عام 1990، وأكملها في مدرسة النزلة الثانوية بمخيم جباليا. كان قد تزوج فيما بعد ولديه 5 أطفال.

## الاعتقال
تعرض لعددٍ من عمليات الاعتقال بواسطة الجيش الإسرائيلي، كانت الأولى عام 1990، ثم توالت الاعتقالات حتى عام 1993، وبعدها نفذ عمليةً في مبنى بلدية غزة، حيث ألقى عددًا من القنابل اليدوية على مجموعةٍ من الجنود الإسرائيليين، وعلى إثرها اعتقل لمدة عامٍ، وخرج من السجن عند دخول السلطة الوطنية الفلسطينية إلى قطاع غزة عام 1994. التحق بعدة دوراتٍ للسلطة الوطنية الفلسطينية عام 1995، حيثُ بجهاز الارتباط العسكري، وبسبب كونه مطلوبًا لإسرائيل، انتقل للعمل في الأمن الوقائي الفلسطيني، وأكمل دراسته في تخصص الخدمة الاجتماعية في جامعة القدس المفتوحة، كما خضع لعددٍ من الدورات الأمنية والعسكرية. شارك بشكلٍ فعالٍ في الانتفاضة الفلسطينية الثانية، وتتهمه إسرائيل أنه كان مسؤولًا مباشرةً عن عددٍ من العمليات التي أدت إلى مقتل العشرات من الجنود الإسرائيليين وإصابة المئات منها.

## الاغتيال
اغتالته الطائرات الإسرائيلية مع القائد فوزي أبو القرع في 1 نوفمبر 2005. شارك آلافٌ من الفلسطينيين في الجنازة في مخيم جباليا، وكان المُشيعون يهتفون بضرورة الثأر والانتقام.

## وصلات خارجية
- «شهداء الأقصى» تتهم أربعة من قادة فتح بالمشاركة في اغتيال أحد قادتها وتتوعد بالقصاص في 27 يناير 2011.